# Birthday (canção de Katy Perry)
"Birthday" é uma canção da artista musical estadunidense Katy Perry, contida em seu quarto álbum de estúdio Prism (2013). Foi composta e produzida por Dr. Luke, Max Martin e Cirkut, com o auxílio na escrita pela própria cantora ao lado de Bonnie McKee. Perry citou Prince, Wendy & Lisa e Mariah Carey como suas inspirações para escrever a faixa. Musicalmente, é uma obra pop que incorpora elementos dançantes característicos dos anos 1970, 1980 e 1990. Nas letras, a cantora trocadilha o ato sexual com a comemoração do aniversário de seu parceiro. O seu lançamento como o quarto single do disco ocorreu em 21 de abril de 2014, através da Capitol Records.
A faixa recebeu revisões geralmente positivas da mídia especializada, a qual elogiou sua melodia cativante e seu conteúdo lírico, considerando-a como o destaque de Prism. Contudo a parceria entre Perry, Dr. Luke e Max Martin foi recebida de maneira mista: enquanto alguns críticos consideraram "Birthday" como uma regravação de "Last Friday Night (T.G.I.F.)", por manter uma fórmula semelhante; outros elogiaram a parceria por seu resultado final. Após o lançamento do disco, o tema conseguiu entrar nas tabelas da Coreia do Sul e da França.

## Antecedentes e lançamento
Embora tenha inicialmente declarado, em 2012, que o sucessor de Teenage Dream seria "verdadeiramente obscuro" em decorrência de seu divórcio com o comediante Russell Brand, a cantora contrapôs no ano seguinte que não haveria nenhuma obscuridade no registro, e por causa desta mudança ela decidiu intitular seu quarto disco de Prism, explicando: "Eu finalmente deixei a luz entrar e então pude criar estas músicas que foram inspiradas por este acontecimento e fazer uma autorreflexão e apenas trabalhar em mim mesma."
Durante o desenvolvimento de Prism, Perry colaborou com diversos artistas e profissionais, incluindo Bonnie McKee, Dr. Luke, Max Martin, Cirkut, com os quais co-compôs "Birthday". Em abril de 2013, a cantora concedeu uma entrevista a ASCAP, onde confirmou que havia concluído metade de seu quarto álbum de estúdio e descreveu-o como "esquizofrênico", adicionando: "Quando digo à gravadora quando quero lançar um álbum, é quando a corrida começa. É o momento em que coloco pressão em mim mesma". Ela também revelou como foi colaborar com Dr. Luke, Martin e McKee: "Como uma equipe, nós temos alguns pontos fortes, com o Max é a escolha de melodias, com o Luke é a produção e eu sou a líder [da equipe] e a melodia. Trabalhar com Bonnie McKee é como uma sessão de abuso emocional, nós duas discutimos como se estivéssemos em um ringue lutando pela melhor letra." Perry comentou a inspiração por trás de "Birthday" para a Universal Music da Alemanha, em um vídeo narrado por si onde explicava sobre o conceito de cada faixa do disco: "É uma faixa influenciada por Prince, Wendy & Lisa e um pouco por Mariah Carey quando ela lançou seu álbum de estreia. Essa canção é bem divertida e acho que deveríamos cantar ela ao invés do antigo parabéns." Em 3 de abril de 2014, a intérprete revelou através de sua conta no Twitter a capa da obra seguido de seu anúncio como o quarto single de Prism. O seu envio às rádios estadunidenses está previsto para o dia 21 seguinte, pela Capitol Records.

## Composição
"Birthday" é uma canção pop de andamento acelerado que incorpora elementos dos gêneros característicos dos anos 1970, 1980 e 1990, como a música dance, a disco e o funk. Os integrantes da banda do programa Saturday Night Live contribuíram para a instrumentação da obra através do uso de trompete, trombone e dos saxofones tenor, alto e barítono. Críticos notaram semelhanças com os trabalhos de Prince, Mariah Carey e Daft Punk, artistas dos quais Perry admitiu inspirações pelos dois primeiros. As suas letras contêm duplo sentido, nas quais a artista trocadilha o ato sexual com a comemoração do aniversário de seu parceiro: "Então, deixe-me arrumá-lo da maneira que veio ao mundo  / Está na hora de trazer os grandes balões." Segundo Samantha Martin do Popodust, a expressão "grandes balões" pode referenciar-se a seios grandes. Os versos foram considerados como os "mais sexy" e "hilários" de Prism. Bill Lamb, do portal About.com, destacou que o "dançante clima oitentista de 'Birthday' ajuda a enfatizar a sensualidade nas letras". Jason Lipshutz, da Billboard, notou que os vocais da cantora "oscilam entre a potência e o falsete".

## Crítica profissional
Sal Cinquemani, da Slant Magazine, comentou que "enquanto as confecções pop de Teenage Dream podiam praticamente apodrecer seus dentes, canções como 'Birthday' são compensadas pelo sabor ligeiramente mais salobro." A composição foi definida por um editor do The Independent como "indecentemente divertida". Escrevendo para a revista canadense Now, Kevin Ritchie comparou o tema com "Escapade" (1989) de Janet Jackson e o considerou como o destaque de Prism. Randall Roberts, do Los Angeles Times, notou que a melodia "atualiza a música disco substituindo os acordes cafonas por bruscas repartições e lavagens de sintetizdores." Greg Kot, do jornal Chicago Tribune, analisou que tanto a faixa quanto "Walking on Air" qualificam-se como uma "melodias pop cativante". Philip Matusavage, do portal musicOMH, previu que "Birthday" é "uma canção que estaremos prestes a ouvir muitas vezes no futuro".
A colaboração de Perry com Dr. Luke e Max Martin foi recebida de maneira mista pelos críticos; Evan Sawdey, do PopMatters, fez uma análise negativa a obra, descrevendo-a como uma reescritura de "Last Friday Night (T.G.I.F.)", continuando: " (...) assim como Dr. Luke e Max Martin fizeram com 'Domino' de Jessie J, aqui trata-se de uma regravação com certas alterações na melodia a fim de não torná-la tão familiar de sua fonte original." Mesfin Fekadu, do ABC News, afirmou que o trabalho da equipe [Perry, Dr. Luke e Martin] surte melhores resultados na "sensual e otimista" "Birthday" e em "Dark Horse". Jason Lipshutz, da revista Billboard, observou que os produtores "confeccionaram um delicioso elemento doce sintetizante", porém acentuou que "a estrela aqui é Perry que ressoa a malícia nos versos picantes".